# Chiru
Chiru (Pantholops hodgsonii) är en art i familjen slidhornsdjur som lever i höglandet av Tibet. Djuret är ungefär lika stort som ett rådjur och liknar gaseller i utseende.

## Utseende
Kroppslängden ligger mellan 130 och 140 centimeter, mankhöjden mellan 75 och 95 centimeter och svansen är ungefär 10 centimeter lång. Vuxna hannar är med en vikt mellan 36 och 55 kg betydligt tyngre än honor som väger 20 till 30 kg. Den täta och ulliga pälsen har huvudsakligen en brun färg. Ansiktets undre del, buken, regionen kring djurets analöppning och ibland även halsen är vitaktiga. De smala extremiteternas framsida och ansiktets övre del är mörkbrun till svart. Horn finns bara hos hannar. Dessa horn som är 50 till 70 cm långa går nästan rakt upp och är i spetsen lite böjda framåt. Kännetecknande är valnötstora säckar vid nosen som kan blåsas upp.

## Utbredning
Som nämnt förekommer arten i höglandet norr om Himalaya. Den lever bland annat i den kinesiska autonoma provinsen Tibet, i södra delen av provinsen Xinjiang, i västra delen av Sichuan och södra delen av Qinghai. Dessutom finns chiru i det nordindiska unionsterritoriet Ladakh.

## Ekologi
Chirus habitat utgörs av högt belägna stäpper på mellan 3 700 och 5 000 meter över havet. Den är växtätare och livnär sig främst av gräs och örter. Den är främst aktiv på morgon och kvällar. Den vilar i självgrävda cirka 30 cm djupa gropar som ger skydd mot den hårda blåsten. Dessutom är de på så sätt i viss mån gömda från möjliga fiender.
Honor lever tillsammans med sina ungar i flockar av 10 till 15 individer och hannarna lever utanför parningstiden ensamma. Före parningen strider hannar mot varandra för att få kontroll över en grupp med honor. Dessa drabbningar utkämpas hänsynslöst och ibland avlider en eller till och med bägge kontrahenter. En framgångsrik hanne bevakar sin flock noga och ingen hona får lämna gruppen.
Dräktigheten varar i sju till åtta månader och i juni eller juli föder honan en unge. Tvillingar förekommer sällan.

## Systematik
Arten tillhör familjen slidhornsdjur (Bovidae) som i sin tur är en del av ordningen partåiga hovdjur. Chirus systematiska ställning inom familjen är omstridd. Vissa auktoriteter placerar djuret i underfamiljen gasellantiloper, andra placerar den i underfamiljen getdjur och en del kategoriserar chirun som den egna underfamiljen Pantholopinae. Samtida molekylärgenetiska studier indikerar att placeringen i underfamiljen getdjur bäst beskriver situationen. I kladistiken utgör chirun en systergrupp till övriga getdjur.

## Chirun och människan

### Status och hot
Tidigare fanns flera hundratusen chiruer på Tibets stäpper. Djuret jagas för ullens skull som i handeln har beteckningen shahtoosh. I handlarnas reklam beskrivas ullen som mycket värmande och den används ofta för dyrbara halsdukar. Ullen av tre till fem chiru behövs för en enda halsduk. Hannar jagas också för hornets skull. Enligt traditionell kinesisk medicin har hornämnet läkande egenskaper mot olika slags sjukdomar. På grund av denna jakt minskade artens bestånd till ett oroväckande mått. IUCN listar chiru sedan 2016 som nära hotad (near threatened). Kina och Indien har därför inrättad stränga skyddsregler. 1998 uppskattades hela beståndet med 75 000 individer jämfört med en population av en miljon exemplar under 1950-talet. Enligt officiella uppgifter finns i Kina tillräckliga insatser mot tjuvskyttar.

### I kulturen
Chiru var förlagan för YingYing, som var en av maskotarna för de olympiska sommarspelen 2008 i Peking.